# Lexova vila
Lexova vila (též vila Františka Lexy či vila Na Losích) je kulturní památka České republiky, která se nachází na Štemberově ulici čp. 581/II v Rakovníku.

## Historie
Vila byla postavena v letech 1908 až 1910 pro Františka Lexu (1878–1963), rakovnického malíře-krajináře a profesora na zdejší reálce, který studoval na pražské Uměleckoprůmyslové škole ve stejné době jako architekt Otakar Novotný. Byl to právě Lexa, kdo Novotnému zprostředkoval i druhou významnou rakovnickou zakázku – sokolovnu (1912). V roce 1998 byla Lexova vila prohlášena kulturní památkou České republiky.

## Architektura
Budova stojí jihovýchodně od historického centra Rakovníka za Čermákovými sady. Reprezentuje období geometrické secese či moderny. Povrch budovy tvoří spojení omítnutých ploch a obkladů ze struskocementového zdiva. Nad přízemní obslužnou částí se nachází plochá střecha. Architekt usiloval o účelné uspořádání interiéru. Kolem centrální schodišťové haly stojí jednotlivé pokoje, schodiště je spojuje s podkrovím.
Stále se zde nachází původní nábytek, jehož jednotícím prvek je malý vyřezávaný čtverec ve středu jednotlivých polí. Dále v pokojích visí jednoduché nástěnné malby s geometrickými a dekorativními prvky. Výzdoba a materiál odlišují jednotlivé obytné místnosti. Zahrada kolem domu je navržena prostě, v nároží rostou v cihlových květináčích stromy, záhony byly původně osázeny růžemi.